# 孫鑾 (正德進士)
孫鑾（1489年—？），字朝望，號恕齋，南直隸常州府武進縣（今屬常州市）官籍定远县人，明朝政治人物、進士出身。

## 生平
正德十四年（1519年）己卯科應天府鄉試第一百三名，正德十六年（1521年）辛巳科進士，授刑部主事，出爲四川漢中府知府，改澂江府知府，陞雲南副使，再陞山西行太僕寺卿。引歸卒。

## 家族
曾祖孫寧，祖孫琥，父孫儼。母史氏。慈侍下。